# Cordel Encantado
Cordel Encantado é uma telenovela brasileira produzida e exibida pela TV Globo e exibida de 11 de abril a 23 de setembro de 2011, em 143 capítulos. Substituiu Araguaia e foi substituída por A Vida da Gente, sendo a 77ª "novela das seis" exibida pela emissora.
Teve autoria de Duca Rachid e Thelma Guedes, com co-autoria de Thereza Falcão, teve a colaboração de Júlio Fischer, Manuela Dias e Daisy Chaves. A direção foi de Amora Mautner, Gustavo Fernandez, Natália Grimberg e Thiago Teitelroit. A direção geral foi de Amora Mautner, com direção de núcleo de Ricardo Waddington.
Contou com as participações de  Bianca Bin, Cauã Reymond, Bruno Gagliasso, Nathalia Dill, Carmo Dalla Vecchia, Débora Bloch, Luiz Fernando Guimarães e Domingos Montagner.

## Enredo
No fim do século XIX, os reinos europeus de Seráfia do Norte e Seráfia do Sul – lideradas pelos reis Augusto e Cristina (ao norte) e Teobaldo e Helena (ao sul) – encerram uma guerra secular ao fazerem um acordo em que os herdeiros de cada família, Aurora e Felipe, se casariam ao atingir a maioridade, unindo assim as monarquias. Durante uma viagem ao sertão do Brasil, a corte da Seráfia do Norte é atacada por cangaceiros a mando da ardilosa duquesa Úrsula, que vê a chance de casar sua própria filha com Felipe futuramente e se tornar mais poderosa. Em fuga, a Rainha Cristina entrega a filha recém-nascida aos camponeses Virtuosa e Eusébio, pedindo que cuidem dela, e é assassinada em seguida. Desolado, Augusto retorna à Europa após ser salvo e passa a vida amargurado. Dezoito anos depois, Aurora – agora com o nome de Açucena e que cresceu sem conhecer sua verdadeira identidade, fica noiva de Jesuíno, rapaz valente que foi criado somente pela mãe, Benvinda, e que não sabe que Herculano, seu pai, é o cangaceiro mais perigoso do sertão. Quem não gosta do romance é Timóteo, dono da fazenda onde o rapaz mora e é capaz de qualquer crueldade para ter Açucena e prejudicar Jesuíno.
Apaixonada também por Jesuíno, Doralice é uma moça bondosa e à frente de seu tempo, que se formou em direito e voltou para Brogodó para mostrar às garotas que elas podem ser mais que donas de casa. Subestimada por ser mulher, entra para a Cavalaria vestida de homem para se aproximar do amado. Tudo muda quando o rei Augusto decide voltar ao Brasil após uma profecia de que sua filha está viva, trazendo com ele toda a corte das duas Seráfias. Não tarda, porém, para que o príncipe Felipe se apaixone por Doralice, lutando contra a pressão da hierarquia para ficar com ela. Já o príncipe-infante Inácio se apaixona por Antônia, mas tem que enfrentar o irmão dela, Timóteo, que vê mais vantagem política em casá-la com o delegado Batoré. Dissimulada, Úrsula também desembarca no Brasil para não deixar ninguém interferir em seus planos, contando com a ajuda do mordomo e amante Nicolau em seus planos. Mas seu marido, o duque Petrus, dado como desaparecido há muitos anos, consegue fugir da masmorra onde ela o havia enclausurado e retorna para se vingar.
A cidade ainda guarda outras histórias, como do prefeito Patácio e da primeira-dama Ternurinha, pais de Doralice, deslumbrados com a chegada dos nobres, tentando imitar todos seus modos – mas apesar da pompa ela tem um caso com cangaceiro Zóio Furado. Já Cícero, irmão de Açucena, entra para o cangaço em busca de melhor condição de vida, contrariando a professora Rosa, o grande amor de sua vida, e que tenta o incentivar a fazer o bem. Ainda há o turco Farid, casado com três mulheres diferentes em três cidades: Bartira, Penélope e a primeira delas, Neusa, que ele corre o risco de perder para o amigo, o gago Quiquiqui. Em meio a todas as mudanças, Açucena começa a descobrir seu passado como Aurora e tem que lidar com uma vida da qual ela jamais imaginou existir, enquanto Jesuíno conhece seu pai, que deseja que ele seja seu sucessor no cangaço.

## Elenco
| Intérprete              | Personagem                                                                    |
| ----------------------- | ----------------------------------------------------------------------------- |
| Bianca Bin              | Açucena Bezerra / Princesa Aurora Catarina Ávila de Seráfia do Norte / Cocada |
| Cauã Reymond            | Jesuíno Araújo / Rei Serafim II Ávila de Seráfia                              |
| Bruno Gagliasso         | Coronel Timóteo Cabral                                                        |
| Nathalia Dill           | Doralice Peixoto (Dora) / Fubá                                                |
| Jayme Matarazzo         | Príncipe Felipe Henrique Avignon de Toledo de Seráfia do Sul / Faísca         |
| Débora Bloch            | Duquesa Úrsula de Bragança Ávila                                              |
| Domingos Montagner      | Capitão Herculano Araújo                                                      |
| Carmo Dalla Vecchia     | Rei Augusto Frederico III Ávila de Seráfia do Norte                           |
| Maurício Destri         | Infante Dom Inácio Avignon de Toledo de Seráfia do Sul                        |
| Luiza Valdetaro         | Antônia Cabral                                                                |
| Luiz Fernando Guimarães | Nicolau Brüguel                                                               |
| Felipe Camargo          | Duque Petrus de Bragança Ávila / Mascarado                                    |
| Lucy Ramos              | Maria Cesária dos Anjos                                                       |
| Marcos Caruso           | Prefeito Patácio Peixoto                                                      |
| Zezé Polessa            | Maria Bem-Aventurada da Ternura Guerra Peixoto (Ternurinha)                   |
| Tuca Andrada            | Leopoldo Fulgêncio (Zóio Furado)                                              |
| Isabelle Drummond       | Rosa Alfredo                                                                  |
| Miguel Rômulo           | Cícero Bezerra (Ciço)                                                         |
| Emanuelle Araújo        | Marquesa Florinda Alfredo                                                     |
| Guilherme Fontes        | Marquês Zenóbio Alfredo                                                       |
| Osmar Prado             | Delegado Altino Batoré (Batoré)                                               |
| Cláudia Ohana           | Benvinda Araújo                                                               |
| Heloísa Perissé         | Neusa Batoré Pamuk                                                            |
| Ana Cecília Costa       | Virtuosa Bezerra                                                              |
| Enrique Díaz            | Euzébio Bezerra                                                               |
| Marcello Novaes         | Quintino (Quiquiqui)                                                          |
| Matheus Nachtergaele    | Beato Miguézim                                                                |
| Mouhamed Harfouch       | Farid Pamuk / Tufik Saad / Said Malik                                         |
| Andreia Horta           | Bartira Matos Saad                                                            |
| Paula Burlamaqui        | Penélope Bastos Malik                                                         |
| João Miguel             | Belarmino Ventosa (Bel)                                                       |
| Nanda Costa             | Lilica                                                                        |
| Renato Góes             | Fausto Peixoto                                                                |
| Luana Martau            | Lady Carlota de Bragança Ávila                                                |
| Mariana Lima            | Rainha Helena Avignon de Toledo de Seráfia do Sul                             |
| Berta Loran             | Rainha-mãe Efigênia Ávila de Seráfia do Norte                                 |
| Débora Duarte           | Amália dos Anjos                                                              |
| Tony Tornado            | Damião dos Anjos                                                              |
| Land Vieira             | Tibungo dos Anjos                                                             |
| Genézio de Barros       | Padre Joaquim                                                                 |
| Ilva Niño               | Cândida                                                                       |
| Emílio de Mello         | General Baldini                                                               |
| Patrícia Werneck        | Téinha                                                                        |
| Glicério Rosário        | Setembrino                                                                    |
| Renan Ribeiro           | Gabriel dos Anjos (Galego)                                                    |
| Antônio Karnewale       | Dr. Sérgio                                                                    |
| Flávia Rubim            | Filó                                                                          |
| Edmilson Barros         | Ademar                                                                        |
| Wagner Molina           | Genaro                                                                        |
| Cristiane Amorim        | Janaína                                                                       |
| Aramis Trindade         | Raimundo                                                                      |
| Carolina Loback         | Severina                                                                      |
| Dja Marthins            | Guiomar                                                                       |
| Isabel Mello            | Cordata                                                                       |
| Alessandro Tcche        | Soldado Rufino                                                                |
| Marcelo Flores          | Cabo Paçoca                                                                   |
| João Fernandes          | Eronildes Peixoto (Nidinho)                                                   |
| Caio Manhente           | Zig Alfredo                                                                   |
| Bárbara Maia            | Dulcina Alfredo                                                               |
| Matheus Costa           | Salim Matos Saad                                                              |
| Bernardo Simões         | Omar Matos Saad                                                               |
| Nahuana Costa           | Sofia Matos Saad                                                              |
| Sofia Terra             | Lady Cecília de Bragança Ávila                                                |
| Max Lima                | Juca dos Anjos                                                                |

### Participações especiais
| Intérprete                | Personagem                                         |
| ------------------------- | -------------------------------------------------- |
| Alinne Moraes             | Rainha Cristina Ávila de Seráfia do Norte          |
| Reginaldo Faria           | Coronel Januário Cabral                            |
| Zé Celso Martinez         | Amadeus                                            |
| Thiago Lacerda            | Rei Teobaldo I Avignon de Toledo de Seráfia do Sul |
| Brunno Pedro              | Elias                                              |
| Caco Ciocler              | Coronel Pedro Falcão                               |
| Beth Berardo              | Angélica Cabral                                    |
| Arch Bava                 | Serafim D'Ávila                                    |
| Mayana Neiva              | Vicentina Celeste                                  |
| Maurício Machado          | Silvério Duarte                                    |
| Camila Amado              | Zefa                                               |
| Alfredo Henrique da Silva | Jesuíno (criança)                                  |
| David Junior              | Meia-Noite                                         |
| Fernando Eiras            | Baltazar                                           |
| Gillray Coutinho          | Tomás de Lampedusa                                 |
| Thommy Schiavo            | Carne Seca                                         |
| Beto Quirino              | José                                               |
| André Mendes              | Ernesto Nazareth                                   |
| Elisa Pinheiro            | Abigail Maia                                       |
| Kenya Costta              | Noca                                               |
| Pedro Farah               | Demóstenes                                         |
| Márcio Vito               | Isaías                                             |
| Marcelo Argenta           | Oficial Ribeirinho                                 |
| Rogério Rangel Costa      | Palhaço Calibã / Cardeal Dom Oberon de Ravena      |
| Romeu Benedicto           | Jacinto                                            |
| Erlemilson Miguel         | Ecron                                              |
| Saulo Rodrigues           | Oduvaldo Vianna                                    |
| Daniel Ribeiro            | Tenente Aroera                                     |
| Jorge Lucas               | João do Rio                                        |

## Produção

As primeiras cenas foram gravadas no Castelo de Chambord, na França.

Para retratar os fictícios reinos de Seráfia do Norte e Seráfia do Sul, a equipe da novela viajou para a França e gravou cenas nos castelos de Chambord e Chantilly, para onde viajaram alguns atores como Alinne Moraes, Carmo Dalla Vecchia e Débora Bloch e que contou com uma equipe local formada por quinze atores coadjuvantes, quatrocentos figurantes, além de oitenta pessoas da parte técnica. O orçamento gasto durante os cinco dias de gravação foi de 36 000 euros.
Em março de 2011, a equipe da novela viajou para a cidade de Canindé de São Francisco, em Sergipe e Olho d'Água do Casado em Alagoas para gravar cenas que retratavam o Nordeste. O cenário escolhido foi o cânion do Rio São Francisco, que passa pelas duas cidades. Trabalharam cerca de setenta profissionais do Rio de Janeiro, além de quase cem pessoas da região, incluindo os figurantes. A novela foi lançada em DVD pela Globo Marcas em 2013.

### Escolha do elenco
Bianca Bin foi escolhida para ser protagonista da novela pelas próprias autoras. Elas usaram o mesmo critério que a fizeram escolher Paolla Oliveira mocinha de O Profeta: o fato dela ter surgido com destaque em um papel de coadjuvante numa novela de Silvio de Abreu. Taís Araújo interpretaria a personagem Maria Cesária, mas teve que recusar por estar grávida e acabou sendo substituída por Lucy Ramos.

## Exibição
Inicialmente a trama era exibida com classificação Livre. Mas o Ministério da Justiça interveio e a partir de 20 de julho de 2011, foi reclassificada como "Não recomendável para menores de 10 anos". A justificativa da ação se deu pelas cenas de violência. A TV Globo não recorreu da decisão, pois a mudança da classificação indicativa não alterou o horário de exibição da novela.
Foi reexibida no Vale a Pena Ver de Novo de 14 de janeiro a 3 de maio de 2019, em 77 capítulos, substituindo Belíssima e sendo substituída por Por Amor. A novela não foi exibida em 25 de janeiro, devido à transmissão da final da Copa São Paulo de Futebol Júnior, em 6 de março, devido à transmissão da apuração do Carnaval do Rio de Janeiro, e em 13 de março, devido à exibição de uma edição especial do SPTV sobre o massacre de Suzano. Nessa ocasião, a novela não foi exibida apenas para São Paulo.

### Exibição internacional
Apesar dos bons índices de audiência no Brasil, devido a questões culturais, Cordel Encantado foi exportada para poucos países, tendo menos interesse que A Vida da Gente, sua substituta no Brasil. Em alguns países, como no Uruguai, a trama obteve baixos índices de audiência. No Equador, a novela das nove Insensato Coração venceu Cordel Encantado em enquete do canal Ecuavisa, acabando por ser transmitida posteriormente. A trama já foi exportada para países como São Tomé e Príncipe, Costa Rica, Porto Rico, Guatemala, El Salvador, Panamá, Coreia do Sul, Nicarágua, Suécia, Sérvia, República Dominicana, Canadá, Estados Unidos, Paraguai e Venezuela. Também já foi transmitida para a área de cobertura do canal OSN Drama, sediado nos Emirados Árabes Unidos.
Em Portugal, Cordel Encantado foi exibida pelo canal a cabo Globo, na faixa das 20h, entre 27 de outubro de 2013 e 1.º de fevereiro de 2014. Tradicionalmente exibidas pelo canal aberto SIC, a trama não despertou interesse e estreou praticamente dois anos após seu fim no Brasil. Apesar deste fator, a trama fez o canal atingir a liderança, registrando share de 3% durante o mês de novembro de 2013. Em 14 de janeiro de 2014, atingiu seu recorde com 4% de share, 153 mil e 900 espectadores.

### Outras mídias
Em 12 de fevereiro de 2021, foi atualizada pelo Globoplay como parte do Projeto Originalidade, com a atualização para o formato de exibição original; com o formato de imagem restaurado em Full HD, além de aberturas, vinhetas de intervalo e encerramento originais.

## Recepção

### Recepção da crítica
A trama foi unanimemente considerada pela crítica especializada como inovadora, por ter como cenário o sertão brasileiro, com o romance dos protagonistas narrado como um conto de fadas, mas com influência da literatura de cordel. Cordel Encantado foi a única novela das seis a ter conquistado o troféu imprensa de melhor novela.
A jornalista Patrícia Kogut, do jornal O Globo, declarou que a novela foi "a mais impressionante produção das 18h já apresentada pela Globo.  Além disso, escreveu que "a novela lembra um conto de fadas, faz referências literárias, à História, a filmes famosos e neste ponto é até bem pop" e chamou o folhetim de "coerente e lógico, ao mesmo tempo fantástico", dizendo que a "improvável" ligação entre um reino fictício e o sertão brasileiro foi feita de forma "convincente". Ela continuou, "não tem apenas uma história boa, saborosa, uma fábula cativante até dizer chega. Sua realização também merece todos os elogios. O uso da câmera F35 nas sequências tanto da França quanto em Sergipe fez a diferença, atribuindo à imagem textura e qualidade especiais; Cenários, figurinos, luz, tudo é impecável. Ela também fez elogios ao elenco, apesar de criticar o retorno de atores que acabaram de finalizar uma novela no canal.
Mauricio Stycer, crítico da UOL, afirmou que a novela "encheu os olhos com um conjunto de qualidades que parecia esquecido: elenco bem escalado, ótimo texto, direção de verdade e padrão de cinema". Apesar de comentar que "na mistura de literatura de cordel, misticismo religioso, cultura popular e tradição europeia que a embala, a novela ecoa, aqui e ali, Auto da Compadecida", ele concluiu que "Cordel Encantado se destina a um público interessado em algo mais leve, sem a malícia da novela das 19h nem a crueza da trama das 21h. Mas poderia muito bem ocupar tanto um horário quanto o outro".
Fernando Oliveira, colunista do IG, considerou que "há tempos não se via uma novela tão bela quanto Cordel Encantado [...] Fotografia belíssima, atores inspirados – ok, o sotaque nordestino é bem forçado – e uma história afiada".

### Audiência
Exibição original
O primeiro capítulo de Cordel Encantado teve média de 24 pontos de audiência na Grande São Paulo. A novela manteve uma média entre 21 e 24 pontos na primeira semana de exibição, até bater seu primeiro recorde no sétimo episódio, com 25 pontos, e o segundo no oitavo, com uma média de 27 pontos.
Nos dias 11 de maio e 25 de maio de 2011, a telenovela alcançou sua melhor audiência em São Paulo até então desde a estreia: 28 pontos de média e  52% de share. Em 9 de junho de 2011, alcançou os 29 pontos, com share de 48%. No dia 7 de julho de 2011, a trama bateu recorde de audiência, marcando 30 pontos de média. Essa mesma audiência foi alcançada novamente no dia 27 de julho de 2011. No dia 26 de agosto de 2011 atingiu pela sexta vez a média de 30 pontos, com 54% de share.
Em seu último capítulo, marcou 30 pontos com pico de 34 e obteve 55% de share. Em Fortaleza, o último capítulo alcançou 54 pontos com 67% de share e no Recife, o último capítulo registrou 51 pontos de audiência e 78% de share. Sua média final foi de 25,9 pontos.
Reprise
Em seu primeiro capítulo registrou uma média de 14 pontos, índice considerado médio para a faixa e também não alterando o público do Vale a Pena Ver de Novo. O segundo capítulo manteve o mesmo índice, porém superou o público de Malhação: Vidas Brasileiras com uma diferença de cinco décimos. Seu terceiro capítulo cravou 15 pontos, registrando uma elevação de 1 ponto, agora apresentando empate técnico com a novela seguinte, no caso Malhação. O quinto capítulo cravou 16 pontos, sendo impulsionado pelo último capítulo de Belíssima, foi a melhor média em sua semana de estréia. Seu menor índice foi registrado em 30 de janeiro de 2019, com 12 pontos.
Nessa reprise a novela vinha acumulando médias estáveis entre 13 e 15 pontos, chegando em determinados momentos aos 16 e 17 pontos. Além disso, já superou as antecessoras Celebridade e Belíssima na média geral dos primeiros meses.
Bateu seu primeiro recorde em 4 de fevereiro de 2019, com 17 pontos. Repetiu a mesma média em 6 de fevereiro de 2019. Em 28 de fevereiro de 2019, a trama bate mais um recorde de audiência, com 18 pontos. Em 5 de março de 2019, em pleno feriado de carnaval registrou a mesma média. Em 28 de março de 2019, atingiu a média de 19 pontos. Em 8 de abril de 2019, a novela registrou 20,8 pontos, a maior audiência da faixa desde a segunda reprise de Senhora do Destino.
O último capítulo registrou 16 pontos, não batendo o recorde esperado na faixa, mas fechou com a média geral de 15,9 pontos, se tornando um sucesso absoluto nas tardes da Globo e também aumentou em dois pontos a audiência do Vale a Pena Ver de Novo.

### Prêmios e indicações
| Ano  | Prêmio                   | Categoria                  | Indicação                          | Resultado |
| ---- | ------------------------ | -------------------------- | ---------------------------------- | --------- |
| 2011 | Prêmio Extra de TV       | Melhor Novela              | Duca Rachid e Thelma Guedes        | Venceu    |
| 2011 | Prêmio Extra de TV       | Melhor Ator                | Bruno Gagliasso                    | Indicado  |
| 2011 | Prêmio Extra de TV       | Melhor Ator                | Cauã Reymond                       | Indicado  |
| 2011 | Prêmio Extra de TV       | Melhor Ator Coadjuvante    | Marcos Caruso                      | Indicado  |
| 2011 | Prêmio Extra de TV       | Melhor Atriz Coadjuvante   | Zezé Polessa                       | Indicado  |
| 2011 | Prêmio Extra de TV       | Melhor Revelação Masculina | Domingos Montagner                 | Indicado  |
| 2011 | Prêmio Extra de TV       | Melhor Revelação Feminina  | Luana Martau                       | Indicado  |
| 2011 | Prêmio Extra de TV       | Melhor Figurino            | Marie Salles e Karla Monteiro      | Venceu    |
| 2011 | Prêmio Extra de TV       | Melhor Maquiagem           | —                                  | Indicado  |
| 2011 | Troféu APCA              | Melhor Novela              | Thelma Guedes e Duca Rachid        | Venceu    |
| 2011 | Prêmio Quem de Televisão | Melhor Autor               | Thelma Guedes e Duca Rachid        | Venceu    |
| 2011 | Prêmio Quem de Televisão | Melhor Ator                | Bruno Gagliasso                    | Venceu    |
| 2012 | Troféu Imprensa          | Melhor Novela              | Thelma Guedes e Duca Rachid        | Venceu    |
| 2012 | Prêmio Contigo! de TV    | Melhor Novela              | Thelma Guedes e Duca Rachid        | Venceu    |
| 2012 | Prêmio Contigo! de TV    | Melhor Ator de Novela      | Bruno Gagliasso                    | Indicado  |
| 2012 | Prêmio Contigo! de TV    | Melhor Ator de Novela      | Carmo Dalla Vecchia                | Indicado  |
| 2012 | Prêmio Contigo! de TV    | Melhor Ator de Novela      | Cauã Reymond                       | Indicado  |
| 2012 | Prêmio Contigo! de TV    | Melhor Atriz de Novela     | Bianca Bin                         | Indicado  |
| 2012 | Prêmio Contigo! de TV    | Melhor Atriz de Novela     | Débora Bloch                       | Indicado  |
| 2012 | Prêmio Contigo! de TV    | Melhor Atriz de Novela     | Nathalia Dill                      | Indicado  |
| 2012 | Prêmio Contigo! de TV    | Ator Coadjuvante           | Luiz Fernando Guimarães            | Indicado  |
| 2012 | Prêmio Contigo! de TV    | Ator Coadjuvante           | Marcos Caruso                      | Indicado  |
| 2012 | Prêmio Contigo! de TV    | Ator Coadjuvante           | Mouhamed Harfouch                  | Indicado  |
| 2012 | Prêmio Contigo! de TV    | Atriz Coadjuvante          | Heloísa Périssé                    | Indicado  |
| 2012 | Prêmio Contigo! de TV    | Atriz Coadjuvante          | Andréia Horta                      | Indicado  |
| 2012 | Prêmio Contigo! de TV    | Melhor Ator Infantil       | João Fernandes                     | Venceu    |
| 2012 | Prêmio Contigo! de TV    | Melhor Atriz Infantil      | Barbara Maia                       | Indicado  |
| 2012 | Prêmio Contigo! de TV    | Melhor Atriz Infantil      | Sofia Terra                        | Indicado  |
| 2012 | Prêmio Contigo! de TV    | Melhor Revelação da TV     | Domingos Montagner                 | Venceu    |
| 2012 | Prêmio Contigo! de TV    | Melhor Autor de Novela     | Duca Rachid e Thelma Guedes        | Indicado  |
| 2012 | Prêmio Contigo! de TV    | Melhor Diretor de Novela   | Ricardo Waddington e Amora Mautner | Venceu    |
| 2012 | Melhores do Ano          | Melhor Ator                | Bruno Gagliasso                    | Indicado  |
| 2012 | Melhores do Ano          | Melhor Ator Coadjuvante    | Marcello Novaes                    | Indicado  |
| 2012 | Melhores do Ano          | Melhor Ator Revelação      | Domingos Montagner                 | Venceu    |

## Música

### Nacional
A trilha sonora da trama apresenta uma novidade, nunca vista anteriormente: Das 16 músicas da trilha, 13 são interpretadas por cantores nordestinos. Isso se dá pelo fato da novela ter o Nordeste como cenário.
Capa: Frame da abertura da novela
1. "Minha Princesa Cordel" — Gilberto Gil & Roberta Sá (tema de Abertura e tema de Jesuíno e Açucena)
2. "Bela Flor" — Maria Gadú (tema de Jesuíno e Açucena)
3. "Quando Assim" — Nuria Mallena (tema de Rei Augusto e Maria Cesária)
4. "Candeeiro Encantado" — Lenine (tema de Herculano)
5. "Maracatu Atômico" — Chico Science & Nação Zumbi (tema de locação)
6. "Chão de Giz" — Zé Ramalho (tema de Petrus e Florinda)
7. "Saga" — Filipe Catto (tema de Úrsula e Herculano)
8. "Circulandô de Fulô" — Caetano Veloso (tema de locação)
9. "Tum Tum Tum" — Karina Buhr (tema de Batoré e Rainha Helena)
10. "Coração" — Monique Kessous (tema de Jesuíno e Doralice, depois tema de Rosa)
11. "Na Primeira Manhã" — Alceu Valença (tema de Filipe e Doralice)
12. "Melodia Sentimental" — Djavan (tema de Antônia e Inácio)
13. "Estrela Miúda" — Maria Bethânia (tema de Farid e suas Mulheres)
14. "Carcará" — Otto (tema de Timoteo)
15. "Rei José" — Silvério Pessoa (tema geral)
16. "Xamêgo" — Luiz Gonzaga (tema geral)

### Instrumental
A trilha sonora instrumental foi composta por Eduardo Queiroz.
Faixas
1. "Miguezim" (feat. Julio Ortiz, Felipe Alexandre, Silvio Balaz, Zé Pitoco, Luiz Guello, Mauro Lombardi, Alexey Kurkdjian, Lula Alencar, Daniel Pires, Camilo Carrara, Ricardo Kubala, Fabio Brucoli & Luiz Fernando Cadorin)
2. "Aurora" (feat. Ricardo Kubala, Fabio Brucoli, Daniel Pires, Felipe Alexandre, Alexey Kurkdjian, Diogo Maia, Mauro Lombardi, Silvio Balaz, Luiz Fernando Cadorin & Julio Ortiz)
3. "Herói" (feat. Julio Ortiz, Felipe Alexandre, Luiz Guello, Mauro Lombardi, Alexey Kurkdjian, Lula Alencar, Daniel Pires, Camilo Carrara, Ricardo Kubala, Fabio Brucoli, Luiz Fernando Cadorin, Diogo Maia, Silvio Balaz & Zé Pitoco)
4. "Sertão" (feat. Julio Ortiz, Felipe Alexandre, Silvio Balaz, Luiz Guello, Mauro Lombardi, Alexey Kurkdjian, Lula Alencar, Daniel Pires, Camilo Carrara, Ricardo Kubala, Fabio Brucoli, Luiz Fernando Cadorin, Diogo Maia & Zé Pitoco)
5. "Bola de Fogo" (feat. Camilo Carrara, Mario Afonso Barbosa, Alexey Kurkdjian & Mauro Lombardi)
6. "Amor Sertanejo" (feat. Julio Ortiz, Felipe Alexandre, Silvio Balaz, Luiz Guello, Mauro Lombardi, Alexey Kurkdjian, Lula Alencar, Daniel Pires, Camilo Carrara, Ricardo Kubala, Fabio Brucoli, Luiz Fernando Cadorin, Diogo Maia & Zé Pitoco)
7. "Jesuíno" (feat. Julio Ortiz, Felipe Alexandre, Silvio Balaz, Luiz Guello, Mauro Lombardi, Alexey Kurkdjian, Lula Alencar, Daniel Pires, Camilo Carrara, Ricardo Kubala, Fabio Brucoli, Luiz Fernando Cadorin, Diogo Maia & Zé Pitoco)
8. "Reis" (feat. Julio Ortiz, Silvio Balaz, Mauro Lombardi, Alexey Kurkdjian, Daniel Pires, Ricardo Kubala, Fabio Brucoli, Luiz Fernando Cadorin, Diogo Maia & Mario Afonso Barbosa)
9. "Cangaceiros" (feat. Julio Ortiz, Silvio Balaz, Mauro Lombardi, Alexey Kurkdjian, Daniel Pires, Camilo Carrara, Ricardo Kubala, Fabio Brucoli, Luiz Fernando Cadorin & Diogo Maia)
10. "Borogodó" (feat. Julio Ortiz, Felipe Alexandre, Silvio Balaz, Luiz Guello, Mauro Lombardi, Alexey Kurkdjian, Lula Alencar, Daniel Pires, Camilo Carrara, Ricardo Kubala, Fabio Brucoli, Luiz Fernando Cadorin, Diogo Maia & Zé Pitoco)
11. "Gerador de Luz" (feat. Luiz Guello, Luiz Serralheiro, Diogo Maia, Lula Alencar & Daniel Alcântara)
12. "Três Mulheres" (feat. Camilo Carrara & Mauro Lombardi)
13. "Sequestro" (feat. Camilo Carrara & Mario Afonso Barbosa)
14. "Úrsula" (feat. Lula Alencar, Alexey Kurkdjian & Paulo Barbosa)
15. "Amores Impossíveis"
16. "Vilões" (feat. Julio Ortiz, Silvio Balaz, Mauro Lombardi, Alexey Kurkdjian, Daniel Pires, Ricardo Kubala, Fabio Brucoli, Luiz Fernando Cadorin & Diogo Maia)
17. "Valsa das Flores"
18. "Vilanias" (feat. Felipe Alexandre)
19. "Rabo de Saia"
20. "Antônia" (feat. Diogo Maia, Nykolay Iliev, Paula Nogueira Lima, Andrea Lombardi, Mauro Lombardi & Natali Calandrini Martins)
21. "Batoré"
22. "Timóteo" (feat. Zé Pitoco, Luiz Guello, Felipe Alexandre & Camilo Carrara)
23. "Ação No Sertão"
24. "Amor de Vilão" (feat. Lula Alencar & Alexey Kurkdjian)
25. "Coronel" (feat. Felipe Alexandre & Luiz Guello)
26. "Galope"
27. "Inauguração" (feat. Luiz Guello, Luiz Serralheiro, Diogo Maia, Lula Alencar & Daniel Alcântara)
28. "Princesa" (feat. Camilo Carrara)
29. "Serafia 1"
30. "Solidão" (feat. Diogo Maia)
31. "Tesouro"
32. "Dora Cangaceira" (feat. Felipe Alexandre)
33. "O Coreto" (feat. Luiz Guello, Luiz Serralheiro, Diogo Maia, Lula Alencar & Daniel Alcântara)
34. "Crianças" (feat. Julio Ortiz, Felipe Alexandre, Silvio Balaz, Luiz Guello, Mauro Lombardi, Alexey Kurkdjian, Daniel Pires, Camilo Carrara, Ricardo Kubala, Fabio Brucoli, Luiz Fernando Cadorin, Diogo Maia, Zé Pitoco & Mario Afonso Barbosa)
35. "Irmãos" (feat. Camilo Carrara, Zé Pitoco & Luiz Guello)
36. "Olho de Cobra"
37. "Rainha Negra"
38. "Romântico"
39. "Amor Sertanejo" (feat. Julio Ortiz, Felipe Alexandre, Silvio Balaz, Luiz Guello, Mauro Lombardi, Alexey Kurkdjian, Lula Alencar, Daniel Pires, Camilo Carrara, Ricardo Kubala, Fabio Brucoli, Luiz Fernando Cadorin, Diogo Maia & Zé Pitoco)
40. "Duelos" (feat. Milena Dias)
41. "Miguezim Profeta"
42. "Gaiola de Ouro" (feat. Milena Dias)
43. "Amor Sertanejo" (feat. Luiz Fernando Cadorin, Fabio Brucoli, Ricardo Kubala, Camilo Carrara, Daniel Pires, Lula Alencar, Felipe Alexandre, Diogo Maia, Mauro Lombardi, Luiz Guello, Zé Pitoco, Silvio Balaz, Alexey Kurkdjian & Julio Ortiz)